# 鹿甲螨总科
鹿甲螨总科（学名：Damaeoidea）为疥螨目的一个总科。

## 下级分类
本总科包括以下科：
- 鹿甲螨科 Damaeidae Berlese, 1896
- Hungarobelbidae Miko & Travé, 1996